# Слушкиња (филм)
Слушкиња (кореј. 아가씨) је јужнокорејски психолошки трилер из 2016. године, који је режирао Парк Чан-вук, а у коме главне улоге тумаче Ким Мин-хи, Ким Тае-ри, Ха Јунг-ву и Чо Чин-вунг. Инспирисан је романом Џепарош велшке списатељице Саре Вотерс, а радња је премештена из викторијанске Британије у Кореју под јапанском окупацијом.
Филм је изабран да се такмичи за Златну палму на Канском филмском фестивалу 2016. године. У јужнокорејским биоскопима је објављен 1. јуна 2016, остваривши критички успех, и зарадио је преко 38 милиона долара широм света. Освојио је награду БАФТА у категорији за најбољи филм који није на енглеском језику.

## Радња

### Први део
У Кореји под јапанском окупацијом, преварант који ради под именом „гроф Фуџивара” планира да заведе јапанску наследницу, госпу Хидеко, затим да је ожени и да је преда у душевну болницу како би присвојио њено наследство. Он унајмљује џепарошкињу по имену Сук-хи да постане Хидекина собарица и подстакне Хидеко да се уда за њега.
Хидеко живи са својим ујаком Коузукијем, Корејцем који је помогао Јапанцима да заузму његову земљу у замену за рудник злата. Коузуки затим користи ово богатство да удовољи својој опсесији ретким књигама, продајући фалсификате како би нагомилао новац и књиге. Главни посао Сук-Хи је да помогне Хидеко да се припреми за читање Коузукијевим гостима. Враћајући се фрустрирана са читања, Хидеко захтева да Сук-хи спава поред ње. Њих две на крају воде љубав, под изговором да припремају Хидеко за њен брачни живот са грофом. Сук-хи постаје невољна у погледу плана, али када сама Хидеко нагласи да воли неког другог осим грофа, Сук-хи инсистира на браку. Хидеко је ошамари и насилно избаци из собе.
Када Коузуки оде послом на недељу дана, Хидеко и Фуџивара беже како би се венчали. Након што је уновчио Хидекино наследство, открива се да је Хидекина наивност била део преваре. Она и Фуџивара су преварили Сук-хи и убедили душевну болницу да је она „грофица”, како би је одвели уместо Хидеко.

### Други део
Серија флешбекова показује да је Хидекина „читалачка вежба” заправо била Коузукијева обука где је она подучавана еротском читању садистичке порнографије од своје пете године. Флешбекови показују режим психичког и физичког злостављања који постепено деградира разум Хидекине ујне, која је на крају пронађена обешена о дрво у дворишту, и тако Хидеко преузима улогу читатељке за аукције. Када Хидеко доведе у питање опис вешања у књизи коју мора да прочита, Коузуки јој каже да је убио њену ујну користећи средства за мучење у подруму након што је покушала да побегне.
У скоријој прошлости, гроф схвата да би завођење Хидеко било немогуће и уместо тога укључује је у план да се венчају, а затим да поделе њено наследство. Када Хидеко изрази свој страх од ујака, гроф је подмићује бочицом опијума са којом би извршила самоубиство ако би покушали да је одведу у подрум живу, називајући то „свадбеним поклоном”. Хидеко захтева од грофа да јој нађе девојку коју ће унајмити као служавку, која ће отићи у душевну болницу уместо ње.
Док добија инструкције од грофа, који користи предност Сук-хине неписмености, Хидеко се неочекивано заљубљује у њу. Хидеко покушава да призна своју љубав, али када Сук-хи инсистира да се уда за грофа, Хидеко је избацује из спаваће собе, а затим покушава да се обеси. Сук-хи је спасава, и њих две признају једна другој своје завере. Хидеко помаже Сук-хи да напише писмо својој породици у коме говори да се удружила са Хидеко, тражећи њихову помоћ у реализацији завере да се Хидеко и Сук-хи удаље од мушкараца који су њима манипулисали. Хидеко показује Сук-хи књиге које је морала да чита, а Сук-хи почиње да уништава библиотеку. Хидеко назива Сук-хи „својом спаситељком” и придружује се уништавању колекције свог ујака.

### Трећи део
Након што су оставили Сук-хи у душевној болници, Фуџивара и Хидеко ручају у хотелу високе класе, где јој он прича о својој прошлости и тражи од ње да се поново уда за њега, овог пута као Сук-хи, пошто су променили идентитет. Такође открива да ће Сук-хи бити мртва за неколико дана, због чега Хидеко доводи у питање Фуџиварине жеље. Сук-хиина пријатељица Бок-сун подмеће пожар у душевној болници и представља се као ватрогасац да би је спасила. Хидеко дозира Фуџиварино вино капљицама из бочице опијума, због чега се он онесвести, док она одлази са својим новцем. Сук-хи и Хидеко се поново удружују и беже заједно, а Хидеко се прерушава у мушкарца да би избегла откривање.
Коузуки хвата Фуџивару након што је примио писмо од Хидеко у којем је детаљно описана грофова обмана. Он мучи Фуџивару у свом подруму и притиска га да открије сексуалне детаље о његовој нећакињи. Фуџивара измишља причу о вођењу љубави током њихове брачне ноћи, док флешбек показује да је гледао Хидеко како мастурбира пре него што је сама себи посекла шаку ножем како би запрљала постељину крвљу, одбијајући да конзумира брак. Када Коузуки затражи више детаља, Фуџивара га убеђује да му да једну од својих цигарета, након чега он са гађењем одбија да открије даље детаље. Коузуки примећује да цигарете производе плави дим, а Фуџивара открива да су његове цигарете проткане живом, а отровни гас у диму их обојицу убија.
На трајекту за Шангај, Сук-хи и Хидеко славе своју новостечену слободу и још једном воде љубав.

## Улоге
| Глумац       | Улога                 |
| ------------ | --------------------- |
| Ким Мин-хи   | Госпа / Изуми Хидеко  |
| Ким Тае-ри   | Слушкиња / Нам Сук-хи |
| Ха Јунг-ву   | гроф Фуџивара         |
| Чо Чин-вунг  | Коузаки               |
| Ким Хае-сук  | мадам Сасаки          |
| Мун Со-ри    | Хидекина ујна         |
| Ли Јонг-нјео | Бок-сун               |
| Ли Донг-хви  | Гу-гаи                |

## Продукција
У децембру 2014. објављено је да су Ким Мин-хи, Ким Тае-ри, Ха Јунг-ву и Чо Чин-вунг потписали уговор за филм. Ким Тае-ри је изабрана међу 1.500 кандидаткиња за своју улогу. Снимање филма почело је у јуну 2015. и завршено је у октобру исте године.
У филму су приказане књиге Сан рибарове жене и Шљива у златној вази.

### Локације
Филм је сниман у Јапану и Кореји. Коузукијева вила са комбинованим елементима јапанске и британске архитектуре снимљена је у Кувани у префектури Мије у Јапану, коришћењем екстеријера виле Морото Сеироку и рачунарски генерисаних слика да би се побољшали детаљи екстеријера. Вила је позната као Рокаен, а пројектовао ју је британски архитекта Џосаја Кондер и саградио 1913. године. Унутрашњост библиотеке и степениште које води до Хидекине спаваће собе изграђене су као ентеријерни сетови. Дрво трешње о које је обешена Хидекина ујна налазило се у врту болнице на острву Сорокдо у Чоли у Јужној Кореји.

## Објављивање
У фебруару 2016, CJ Entertainment је објавио да је филм унапред продат у 116 земаља, укључујући дистрибутеру Amazon Studios за САД. Филм је премијерно приказан у конкуренцији на Филмском фестивалу у Кану 2016. године, где је добио овације, а Рју Сеонг-хи је освојила награду Вулкан за филмску сценографију. Филм је такође приказан у одељку Специјалне презентације Међународног филмског фестивала у Торонту 2016, где га је The Playlist прогласио једним од 15 најбољих филмова фестивала. У Јужној Кореји, филм је објављен 1. јуна 2016. и продао је више од 4 милиона карата.
У Сједињеним Државама, филм су дистрибуирали Amazon Studios и Magnolia Pictures. Филм је објављен у ограниченом издању у пет биоскопа у Њујорку и Лос Анђелесу, и приказан је у 140 додатних биоскопа у наредним недељама. На крају је филм зарадио више од 2 милиона долара у Сједињеним Државама; надмашио је Стокера и постао филм са највећом зарадом Парка Чан-вука у Сједињеним Државама. Објављен је на DVD-у у САД 24. јануара 2017. и Blu-ray формату 28. марта исте године.
У Уједињеном Краљевству, филм су дистрибуирали Amazon Studios и Curzon Artificial Eye. Филм је зарадио више од 1,8 милиона долара током приказивања у британским биоскопима, и постао је филм са највећом зарадом на страном језику у Уједињеном Краљевству 2017. године.
Оригинална биоскопска верзија филма траје 144 минута. Продужено издање, у трајању од 168 минута, касније је објављено у биоскопима у Уједињеном Краљевству, а такође је пуштено у формату кућног видеа на неким међународним тржиштима.

### Кућни медији
Ово је био пети најпродаванији филм на страном језику у Уједињеном Краљевству 2017. у формату кућног видеа, а трећи најпродаванији корејски филм те године (иза Операције Хромит и Воза за Бусан).

## Пријем

### Критике
Слушкиња је добила похвале критичара. На сајту Rotten Tomatoes, филм има рејтинг одобравања од 96%, на основу 225 рецензија, и просечну оцену од 8,3/10. Критички консензус сајта гласи: „Слушкиња користи викторијански криминалистички роман као лабаву инспирацију за још један визуелно раскошан и упијајуће идиосинкратичан излет редитеља Парка Чан-вука”. На сајту Metacritic, филм има пондерисану просечну оцену од 85 од 100, на основу 40 рецензија, што указује на „универзално признање”. The Economist је описао филм као ремек-дело. Бенџамин Ли из новина The Guardian оценио га је са четири од пет звездица и описао га као „веома забаван трилер”.
Бројне сексуално експлицитне сцене у филму између два главна женска лика критиковала је Лора Милер из часописа Slate, која је их је описала као „разочаравајуће шаблонске” и са „визуелним клишеима порнографског лезбејства, тела [глумица] понуђена на одушевљење камере”. Међутим, Џија Толентино из часописа The New Yorker изјавила је да „жене, чини се, знају како изгледају – свесно наступају једна за другу – а Парк је вешт у извлачењу посебног осећаја блесаве слободе који се може наћи у изведби сексуалног клишеа”.

### Топ десет листе
Филм се нашао на топ десет листама бројних критичара.
- 1. место – Дени Боуз, RogerEbert.com
- 2. место – Ден Калахан, RogerEbert.com
- 2. место – Ноел Мари и Кејти Рајф, The A.V. Club
- 2. место – Роб Хантер, Film School Rejects
- 2. место – Шон Малвихил, RogerEbert.com
- 2. место – Таша Робинсон, The Verge
- 2. место – Вилијам Бибијани, CraveOnline
- 3. место – Ејми Николсон, MTV
- 3. место – Витни Сејболд, CraveOnline
- 3. место – Џен Јамато, The Daily Beast
- 3. место – Џејмс Берардинели, Reelviews
- 3. место – Билге Ебири, L.A. Weekly
- 4. место – Кимберли Џоунс, The Austin Chronicle
- 4. место – Скот Тобијас, Village Voice[36]
- 5. место – Лин Пикет, Chicago Reader
- 5. место – Кејт Тејлор, The Globe and Mail
- 5. место – Џош Капеки, The Austin Chronicle
- 5. место – Хејли Фуч, Collider
- 5. место – Ерин Витни, ScreenCrush
- 5. место – Питер Фриман, DC Outlook[37]
- 6. место – Шон Аксмејкер, Parallax View
- 6. место – Џон Пауерс, Vogue
- 6. место – Алонсо Дуралд, TheWrap
- 6. место – Кристи Лемир и Питер Собчински, RogerEbert.com
- 6. место – Мајк Д’Анџело и А. А. Дауд, The A.V. Club
- 7. место – Бил Гудиконц, The Arizona Republic
- 7. место – Мет Золер Зајц и Брајан Талерико, RogerEbert.com
- 7. место – Кристофер Ор, The Atlantic
- 7. место – Стив Дејвис, The Austin Chronicle
- 8. место – Мет Сингер, ScreenCrush
- 8. место – Тај Бер, The Boston Globe
- 8. место – Тод Макарти, The Hollywood Reporter
- 8. место – Манола Даргис, The New York Times
- 8. место – Дејвид Еделстин, New York Magazine
- 9. место – The Guardian
- 10. место – Марк Савлов, The Austin Chronicle
- 10. место – Денис Дермоди, Paper
- Топ 10 (наведено по абецедном реду) –  Волтер Адиего, San Francisco Chronicle

The Guardian је 2019. године сместио филм на 41. место своје листе 100 најбољих филмова 21. века. Следеће године, овај лист га је поставио на прво место међу класицима модерне јужнокорејске кинематографије.

## Награде
| Списак награда и номинација | Списак награда и номинација                   | Списак награда и номинација                | Списак награда и номинација                                              | Списак награда и номинација |
| Година                      | Награда                                       | Категорија                                 | Номиновани                                                               | Исход                       |
| --------------------------- | --------------------------------------------- | ------------------------------------------ | ------------------------------------------------------------------------ | --------------------------- |
| 2016.                       | Савез филмских новинарки                      | Најбољи филм који није на енглеском језику | Парк Чан-вук                                                             | Освојено                    |
| 2016.                       | Удружење филмских критичара Остина            | Најбољи филм                               | Слушкиња                                                                 | 4. место                    |
| 2016.                       | Удружење филмских критичара Остина            | Најбољи редитељ                            | Парк Чан-вук                                                             | Номинација                  |
| 2016.                       | Удружење филмских критичара Остина            | Најбоља споредна глумица                   | Ким Мин-хи                                                               | Номинација                  |
| 2016.                       | Удружење филмских критичара Остина            | Најбољи адаптирани сценарио                | Парк Чан-вук и Чунг Сео-кјунг                                            | Номинација                  |
| 2016.                       | Удружење филмских критичара Остина            | Најбоља фотографија                        | Чунг Чунг-хун                                                            | Номинација                  |
| 2016.                       | Удружење филмских критичара Остина            | Најбољи филм на страном језику             | Слушкиња                                                                 | Освојено                    |
| 2016.                       | Филмске награде Плави змај                    | Најбољи филм                               | Слушкиња                                                                 | Номинација                  |
| 2016.                       | Филмске награде Плави змај                    | Најбољи редитељ                            | Парк Чан-вук                                                             | Номинација                  |
| 2016.                       | Филмске награде Плави змај                    | Најбоља глумица                            | Ким Мин-хи                                                               | Освојено                    |
| 2016.                       | Филмске награде Плави змај                    | Најбоља нова глумица                       | Ким Тае-ри                                                               | Освојено                    |
| 2016.                       | Филмске награде Плави змај                    | Најбоља фотографија                        | Чунг Чунг-хун                                                            | Номинација                  |
| 2016.                       | Филмске награде Плави змај                    | Најбоља сценографија                       | Рју Сеонг-хи                                                             | Освојено                    |
| 2016.                       | Филмске награде Плави змај                    | Најбоља музика                             | Џо Јонг-вук                                                              | Номинација                  |
| 2016.                       | Филмске награде Плави змај                    | Техничка награда                           | Џо Санг-кјеонг (дизајн костима)                                          | Номинација                  |
| 2016.                       | Бостонско друштво филмских критичара          | Најбоља фотографија                        | Чунг Чунг-хун                                                            | Освојено                    |
| 2016.                       | Бостонско друштво филмских критичара          | Најбољи филм на страном језику             | Слушкиња                                                                 | Освојено                    |
| 2016.                       | Филмске награде Буил                          | Најбољи филм                               | Слушкиња                                                                 | Номинација                  |
| 2016.                       | Филмске награде Буил                          | Најбољи редитељ                            | Парк Чан-вук                                                             | Номинација                  |
| 2016.                       | Филмске награде Буил                          | Најбоља глумица                            | Ким Мин-хи                                                               | Номинација                  |
| 2016.                       | Филмске награде Буил                          | Најбоља нова глумица                       | Ким Тае-ри                                                               | Освојено                    |
| 2016.                       | Филмске награде Буил                          | Најбоља фотографија                        | Чунг Чунг-хун                                                            | Номинација                  |
| 2016.                       | Филмске награде Буил                          | Најбоља сценографија                       | Рју Сеонг-хи                                                             | Освојено                    |
| 2016.                       | Филмске награде Буил                          | Најбоља музика                             | Џо Јонг-вук                                                              | Номинација                  |
| 2016.                       | Филмске награде Буил                          | Награда жирија                             | Парк Чан-вук                                                             | Освојено                    |
| 2016.                       | Награде филмских критичара Бусана             | Најбоља нова глумица                       | Ким Тае-ри                                                               | Освојено                    |
| 2016.                       | Кански филмски фестивал                       | Златна палма                               | Парк Чан-вук                                                             | Номинација                  |
| 2016.                       | Кански филмски фестивал                       | Квир палма                                 | Парк Чан-вук                                                             | Номинација                  |
| 2016.                       | Кански филмски фестивал                       | Награда Вулкан                             | Рју Сеонг-хи                                                             | Освојено                    |
| 2016.                       | Удружење филмских критичара Чикага            | Најбољи филм                               | Слушкиња                                                                 | Номинација                  |
| 2016.                       | Удружење филмских критичара Чикага            | Најбољи редитељ                            | Парк Чан-вук                                                             | Номинација                  |
| 2016.                       | Удружење филмских критичара Чикага            | Најбољи адаптирани сценарио                | Парк Чан-вук и Чунг Сео-кјунг                                            | Освојено                    |
| 2016.                       | Удружење филмских критичара Чикага            | Најбоља фотографија                        | Чунг Чунг-хун                                                            | Номинација                  |
| 2016.                       | Удружење филмских критичара Чикага            | Најбољи филм на страном језику             | Слушкиња                                                                 | Освојено                    |
| 2016.                       | Удружење филмских критичара Чикага            | Најбоља сценографија                       | Слушкиња                                                                 | Освојено                    |
| 2016.                       | Филмске награде по избору критичара           | Најбољи филм на страном језику             | Слушкиња                                                                 | Номинација                  |
| 2016.                       | Удружење филмских критичара Даласа−Форт Ворта | Најбољи филм на страном језику             | Слушкиња                                                                 | Освојено                    |
| 2016.                       | Награде Редитељски рез                        | Најбоља глумица                            | Ким Мин-хи                                                               | Освојено                    |
| 2016.                       | Награде Редитељски рез                        | Најбоља нова глумица                       | Ким Тае-ри                                                               | Освојено                    |
| 2016.                       | Круг филмских критичара Флориде               | Најбољи филм на страном језику             | Слушкиња                                                                 | Другопласирани              |
| 2016.                       | Круг филмских критичара Флориде               | Најбоља фотографија                        | Чунг Чунг-хун                                                            | Другопласирани              |
| 2016.                       | Награде Удружења филмских критичара Кореје    | Топ десет филмова године                   | Слушкиња                                                                 | Освојено                    |
| 2016.                       | Награде Удружења филмских критичара Кореје    | Најбоља фотографија                        | Чунг Чунг-хун                                                            | Освојено                    |
| 2016.                       | анкета критичара                              | Најбољи филм                               | Слушкиња                                                                 | 7. место                    |
| 2016.                       | анкета критичара                              | Најбољи редитељ                            | Парк Чан-вук                                                             | 5. место                    |
| 2016.                       | анкета критичара                              | Најбоља оригинална музика                  | Слушкиња                                                                 | 8. место                    |
| 2016.                       | анкета критичара                              | Најбоља фотографија                        | Слушкиња                                                                 | 4. место                    |
| 2016.                       | анкета критичара                              | Најбоља монтажа                            | Слушкиња                                                                 | 8. место                    |
| 2016.                       | Удружење филмских критичара Лос Анђелеса      | Најбоља сценографија                       | Рју Сеонг-хи                                                             | Освојено                    |
| 2016.                       | Удружење филмских критичара Лос Анђелеса      | Најбољи филм на страном језику             | Слушкиња                                                                 | Освојено                    |
| 2016.                       | Међународни филмски фестивал у Мелбурну       | Најпопуларнији играни филм                 | Слушкиња                                                                 | Другопласирани              |
| 2016.                       | Онлајн награде филмских критичара Њујорка     | Најбољи филм на страном језику             | Слушкиња                                                                 | Освојено                    |
| 2016.                       | Друштво филмских критичара Сан Дијега         | Најбољи филм на страном језику             | The Handmaiden                                                           | Номинација                  |
| 2016.                       | Круг филмских критичара Сан Франциска         | Најбољи адаптирани сценарио                | Парк Чан-вук и Чунг Сео-кјунг                                            | Номинација                  |
| 2016.                       | Круг филмских критичара Сан Франциска         | Најбољи филм на страном језику             | Слушкиња                                                                 | Освојено                    |
| 2016.                       | Круг филмских критичара Сан Франциска         | Најбоља сценографија                       | Рју Сеонг-хи                                                             | Освојено                    |
| 2016.                       | Удружење филмских критичара Сент Луиса        | Најбоља сценографија                       | Рју Сеонг-хи                                                             | Освојено                    |
| 2016.                       | Удружење филмских критичара Сент Луиса        | Најбољи филм на страном језику             | Слушкиња                                                                 | Другопласирани              |
| 2016.                       | Удружење филмских критичара Торонта           | Најбољи филм на страном језику             | Слушкиња                                                                 | Другопласирани              |
| 2016.                       | Круг филмских критичара Ванкувера             | Најбољи филм на страном језику             | Слушкиња                                                                 | Номинација                  |
| 2016.                       | Удружење филмских критичара Вашингтона        | Најбољи филм на страном језику             | Слушкиња                                                                 | Номинација                  |
| 2016.                       | Круг филмских критичарки                      | Најбољи страни или филм о женама           | Слушкиња                                                                 | Освојено                    |
| 2017.                       | Награде Аполо                                 | Најбољи филм                               | Слушкиња                                                                 | Номинација                  |
| 2017.                       | Награде Аполо                                 | Најбољи редитељ                            | Парк Чан-вук                                                             | Номинација                  |
| 2017.                       | Награде Аполо                                 | Најбољи адаптирани сценарио                | Парк Чан-вук и Чунг Сео-кјунг                                            | Номинација                  |
| 2017.                       | Награде Аполо                                 | Најбоља фотографија                        | Чунг Чунг-хун                                                            | Номинација                  |
| 2017.                       | Награде Аполо                                 | Најбоља монтажа                            | Ким Џае-бум и Ким Санг-бум                                               | Номинација                  |
| 2017.                       | Награде Аполо                                 | Најбоља сценографија                       | Рју Сеонг-хи                                                             | Освојено                    |
| 2017.                       | Награде Аполо                                 | Најбољи звук                               | Џунг Гун и Ким Сук-вон                                                   | Номинација                  |
| 2017.                       | Награде Аполо                                 | Најбоља песма                              | „Звук твог доласка (임이 오는 소리)” (Гаин и Минсео)                     | Освојено                    |
| 2017.                       | Награде Аполо                                 | Најбоља ансамблска подела улога            | Ха Јунг-ву, Ким Мин-хи, Чо Чин-вунг, Ким Тае-ри, Мун Со-ри и Ким Хае-сук | Номинација                  |
| 2017.                       | Награде Аполо                                 | Најбоља нова глумица                       | Ким Тае-ри                                                               | Освојено                    |
| 2017.                       | Филмске награде Азије                         | Најбоља споредна глумица                   | Мун Со-ри                                                                | Освојено                    |
| 2017.                       | Филмске награде Азије                         | Најбољи новајлија                          | Ким Тае-ри                                                               | Освојено                    |
| 2017.                       | Филмске награде Азије                         | Најбољи сценарио                           | Парк Чан-вук и Чунг Сео-кјунг                                            | Номинација                  |
| 2017.                       | Филмске награде Азије                         | Најбоља сценографија                       | Рју Сеонг-хи                                                             | Освојено                    |
| 2017.                       | Филмске награде Азије                         | Најбоља монтажа                            | Ким Џае-бум и Ким Санг-бум                                               | Номинација                  |
| 2017.                       | Филмске награде Азије                         | Најбоља костимографија                     | Џо Санг-кјеонг                                                           | Освојено                    |
| 2017.                       | Уметничке награде Баексанг                    | Велика награда                             | Парк Чан-вук                                                             | Освојено                    |
| 2017.                       | Уметничке награде Баексанг                    | Најбољи филм                               | Слушкиња                                                                 | Номинација                  |
| 2017.                       | Уметничке награде Баексанг                    | Најбољи редитељ                            | Парк Чан-вук                                                             | Номинација                  |
| 2017.                       | Уметничке награде Баексанг                    | Најбоља глумица                            | Ким Мин-хи                                                               | Номинација                  |
| 2017.                       | Уметничке награде Баексанг                    | Најбољи споредни глумац                    | Чо Чин-вунг                                                              | Номинација                  |
| 2017.                       | Уметничке награде Баексанг                    | Најбоља нова глумица                       | Ким Тае-ри                                                               | Номинација                  |
| 2017.                       | Уметничке награде Баексанг                    | Најбољи сценарио                           | Парк Чан-вук и Чунг Сео-кјунг                                            | Номинација                  |
| 2017.                       | Награде Чунса за филмску уметност             | Најбољи редитељ                            | Парк Чан-вук                                                             | Номинација                  |
| 2017.                       | Награде Чунса за филмску уметност             | Најбоља глумица                            | Ким Мин-хи                                                               | Номинација                  |
| 2017.                       | Награде Чунса за филмску уметност             | Најбоља нова глумица                       | Ким Тае-ри                                                               | Номинација                  |
| 2017.                       | Награде Чунса за филмску уметност             | Техничка награда                           | Рју Сеонг-хи                                                             | Номинација                  |
| 2017.                       | Награде Чунса за филмску уметност             | Техничка награда                           | Чунг Чунг-хун                                                            | Номинација                  |
| 2017.                       | Награде Доријан                               | Редитељ године                             | Парк Чан-вук                                                             | Номинација                  |
| 2017.                       | Награде Доријан                               | Страни филм године                         | Слушкиња                                                                 | Освојено                    |
| 2017.                       | Награде Доријан                               | ЛГБТ филм године                           | Слушкиња                                                                 | Номинација                  |
| 2017.                       | Награде Доријан                               | Визуелно упечатљив филм године             | Слушкиња                                                                 | Номинација                  |
| 2017.                       | Друштво филмских критичара Хјустона           | Најбољи филм                               | Слушкиња                                                                 | Номинација                  |
| 2017.                       | Друштво филмских критичара Хјустона           | Најбољи филм на страном језику             | Слушкиња                                                                 | Освојено                    |
| 2017.                       | Национални одбор за рецензију филмова         | Топ 5 страних филмова                      | Слушкиња                                                                 | Освојено                    |
| 2017.                       | Национално друштво филмских критичара         | Најбољи филм на страном језику             | Слушкиња                                                                 | 2. место                    |
| 2017.                       | Друштво онлајн филмских критичара             | Најбољи филм                               | Слушкиња                                                                 | Номинација                  |
| 2017.                       | Друштво онлајн филмских критичара             | Најбољи филм на страном језику             | Слушкиња                                                                 | Освојено                    |
| 2017.                       | Награде Сателит                               | Најбољи филм на страном језику             | Слушкиња                                                                 | Номинација                  |
| 2017.                       | Награде Сатурн                                | Најбољи међународни филм                   | Слушкиња                                                                 | Освојено                    |
| 2017.                       | Награде Сатурн                                | Најбоља костимографија                     | Џо Санг-кјеонг                                                           | Номинација                  |
| 2017.                       | Друштво филмских критичара Сијетла            | Најбољи филм године                        | Слушкиња                                                                 | Номинација                  |
| 2017.                       | Друштво филмских критичара Сијетла            | Најбољи филм на страном језику             | Слушкиња                                                                 | Номинација                  |
| 2017.                       | Друштво филмских критичара Сијетла            | Најбоља сценографија                       | Рју Сеонг-хи                                                             | Освојено                    |
| 2017.                       | Друштво филмских критичара Сијетла            | Најбоља костимографија                     | Џо Санг-кјеонг                                                           | Освојено                    |
| 2018.                       | Награде БАФТА                                 | Најбољи филм који није на енглеском језику | Парк Чан-вук и Лим Санг-јонг                                             | Освојено                    |
| 2018.                       | Награде Емпајер                               | Најбољи трилер                             | Слушкиња                                                                 | Номинација                  |
| 2018.                       | Награде Круга филмских критичара Лондона      | Најбољи филм на страном језику             | Слушкиња                                                                 | Номинација                  |